# Marinir
Marinir ist ein Stadtteil der osttimoresischen Landeshauptstadt Dili im Suco Madohi (Verwaltungsamt Dom Aleixo, Gemeinde Dili).

## Geographie
Marinir liegt im Nordosten von Madohi, an der Küste der Straße von Ombai. Der Stadtteil gehört zur Aldeia Beto Tasi. Östlich mündet der Rio Comoro in das Meer. Allerdings führt der Fluss nur in der Regenzeit Wasser. Südlich von Marinir befindet sich der Flughafen Presidente Nicolau Lobato, Osttimors größter Passagierflughafen. Nur die Rua de Beto Leste, die an dem Ende der Start- und Landebahn vorbeiführt, verbindet Marinir mit den Rest von Dili.

## Einrichtungen
In Marinir befindet sich die Grundschule Marinir und die Kapelle Marinir. Der Strand an der Küste heißt Praia Lusitana.

## Geschichte
Am 14. Mai 1995 wurden durch einen Tsunami, der durch ein Beben bei Alor ausgelöst wurde, allein in Marinir neun Menschen getötet. In dem damaligen kleinen Fischerdorf wurden außerdem Hütten und Fischerboote zerstört und Nutzvieh kam ums Leben.